# ماریو لمینا
ماریو لمینا (انگلیسی: Mario Lemina؛ زادهٔ ۱ سپتامبر ۱۹۹۳) یک بازیکن فوتبال اهل فرانسه است که برای باشگاه ولورهمپتون بازی می‌کند.
از باشگاه‌هایی که در آن بازی کرده‌است می‌توان به لوریان، یوونتوس و المپیک مارسی اشاره کرد.
او همچنین سابقه حضور در تیم ملی فوتبال زیر ۲۱ سال فرانسه و تیم ملی فوتبال گابون را در کارنامه خود دارد.
پدرو ماریو لمینا در تاریخ ۳۰ دسامبر ۲۰۲۳ ریق رحمت را سر کشید